# الكافي في القراءات السبع
الكافي في القراءات السبع لابن شريح من الكتب المتقدمة في علم القراءات، وأصلا من أصوله، وقد اشتمل الكتاب على القراءات السبع، ونقلها محررة مضبوطة إلى جانب المصدر الأعظم والأساسي لنقل القراءات وهو التلقي والمشافهة، ولمكانته فقد رواه جمع من الأئمة مسندا منهم إلى مؤلفه، واعتمده البعض الآخر كأصل يستقي منه مادة كتابه.

## نبذة عن مؤلف الكتاب
هو محمد بن شريح بن أحمد بن محمد بن شريح ابن يوسف بن عبد الله بن شريح الرعيني الإشبيلي الأندلسي المالكي. نشأ ابن شريح في الأندلس في مدينة إشبيلية، والتي كانت مقرا لحكم أسرة بني عباد، فنشأ وطلب العلم بها، ثم رحل إلى المشرق عام 433هـ فحج وقرأ في رحلته هذه بالقراءات والروايات وسمع الحديث، كما قرأ بمصر على جماعة من العلماء والمقرئين بها، ثم رجع إلى إشبيلية فولي الخطابة بها وأقرأ إلى أن توفي.  
قرأ على كثيرين، منهم: أبو العباس أحمد بن نفيس، الذي انتهى علو الإسناد إليه في مصر، والحسن بن محمد البغدادي، ومكي بن أبي طالب القيسي.
وقرأ عليه كثيرون، منهم: ابنه أبو الحسن شريح بن محمد بن شريح. وعيسى بن حزم بن عبد الله بن اليسع. وأحمد بن خلف بن عيسون. ومنصور بن الخير بن يملى المغراوي وغيرهم.

## أهمية الكتاب
يعد كتاب الكافي في القراءات السبع من الكتب المتقدمة في علم القراءات، ذلك ان مؤلفه هو ابن شريح المتوفى: 476هـ، وهو من المتقدمين الذين ألفوا في هذا العلم، وبالتالي فالكتاب يعد أصلا من أصول علم القراءات، وقد اشتمل الكتاب على القراءات السبع، ونقلها محررة مضبوطة إلى جانب المصدر الأعظم والأساسي لنقل القراءات وهو التلقي والمشافهة،  ولمنزلة الكتاب الرفيعة، فقد رواه جمع من الأئمة مسندا منهم إلى مؤلفه، واتخذه ابن الجزري أصلا من أصول كتاب النشر في القراءات العشر، وناقش جملة من المسائل التي تفرد بها ابن شريح وأكثر من ذكره والنقل عنه.

## منهج المؤلف في الكتاب
قسم المؤلف المادة العلمية في هذا الكتاب إلى خمسة أقسام:
- القسم الأول: هو المقدمة، حيث ذكر فيها ما يريد تناوله في كتابه، وهو القراءات السبع، واسم الكتاب، ثم ذكر شيئا من منهجه.
- القسم الثاني: التراجم والأسانيد: حيث ذكر أسماء القراء السبعة ورواتهم، ثم ذكر أسانيده إلى هؤلاء الأئمة، ثم ذكر أسانيد الأئمة السبعة إلى النبي صلى الله عليه وسلم.
- القسم الثالث: ذكر أصول القراء العشرة وما ورد فيها من خلاف بينهم.
- القسم الرابع: ذكر فرش الحروف وما ورد فيها من خلاف بين القراء، ورتبها على ترتيب سور القرآن.
- القسم الخامس: الخاتمة: حيث ختم المصنف كتابه بخاتمة يسيرة.[3]

## من مزايا الكتاب
- اعتماده على ما قرأ به من الروايات والقراءات التي قرأ بها على شيوخه، وأغفل كل وجه رواه ولم يقرأ به.
- الاختصار والإيجاز، والبعد عن الحشو والإطالة.
- ذكر الأسانيد والطرق التي وصلت إليه من خلالها هذه القراءات.
- التقسيم الحسن وترابط موضوعات الكتاب وأبوابه.
- ضم النظائر بعضها إلى بعض، ورصفها بأسلوب علمي متين.
- العناية بعلم الوقف والابتداء، والإشارة إلى ما يحسن الوقف عليه ومالا يحسن.[3]